# 플라이트 오브 더 콩코즈

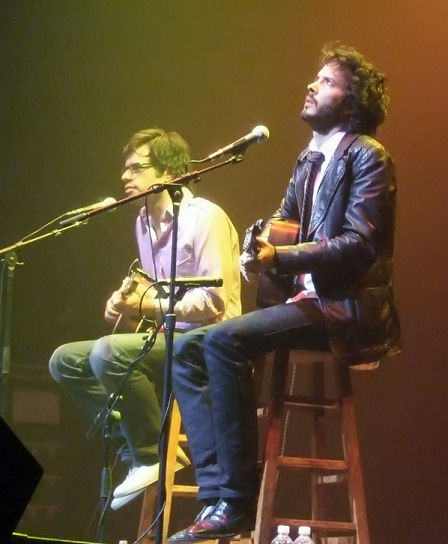
플라이트 오브 더 콩코즈

플라이트 오브 더 콩코즈(Flight of the Conchords)는 뉴질랜드 출신의 코미디 록 그룹이다. 브렛 매켄지, 저메인 클레먼트로 구성되어 있다.